# محمد الشنواني
محمد بن علي بن منصور الشنواني الشافعي الأزهري (توفى 1817م) هو شيخ الأزهر في القرن التاسع عشر (1227 هـ - 1233 هـ / 1812م - 1817م).

## سيرته
وُلِدَ بقرية شنوان الغرب ونُسِبَ إليها، وهي من قري محافظة المنوفيَّة، وفي هذه القرية حفظ القُرآن، ثم ارتحل للأزهر ليُحقِّق أملَه في الالتحاق به، وتلقَّى علومه على كثيرٍ من أعلام عصره، وتفقَّه على أيديهم، يقول عنه «الجبرتي»: هو شيخ الإسلام الفقيه العلامة والنحوي المعقولي، كان مهذَّب النفس متواضعًا مع الانكسار والبشاشة لكلِّ أحدٍ من الناس، ويقول: كان عند فراغه من الدُّروس يُغيِّرُ ثيابه ويكنس المسجد وينظف القناديل ويعمرها بالزيت، ولم يناقش غيره في التدريس، وإنما قنع بإلقاء دروسه بالجامع المعروف بـ»الفكهاني» بالعقادين، قريبًا من داره، فأقبل عليه الطلاب وانتفعوا بآرائه وتوجيهاته، كما انتفعوا بأخلاقه وآدابه ويتهافت على علمه الآخَرون.

## توليه المشيخة
فلمَّا تُوفِّي الشيخ الشرقاوي اتَّجهت إليه الأنظار تهرَّب، وغاب بعيدًا عن بيته، لكنَّ الباشا الوالي أمَر القاضي أنْ يجمع العلماء واختيار شخصٍ خالٍ من الأغراض والشُّبهة، فوقع الاختيار عليه؛ فأمر الجند بالبحث عنه، وأوكلَ إليه المشيخة بعد رفضِه الشديد من «الشنواني»، لكنَّ الوالي أصرَّ عليه، وجعله شيخًا للأزهر، وذلك في شوال سنة 1227هـ / 1812م، ونزل في دارٍ أخرى أوسع من داره لتُناسب المنصب الجديد.
وكان عَزُوفًا عن زيارة الأمراء وكبار الشخصيَّات، مع أنَّه من قادة الشعب ومقاومة الحملة الفرنسيَّة، وقد حاول الوالي أنْ يستوليَ علي أرض الدولة، وأنْ يتَّخذَ من العلماء مطيَّة؛ حيث أفهمهم أنَّه سيترُك أرضهم يزرعونها بمعرفتهم، لكنَّ الإمام «الشنواني» تصدَّى له، وطالَبَه بالإفراج عن الأوقاف المحبوسة للطلبة والأراضي الأخرى، والشيخ «الشنواني» كان عالمًا كبيرًا؛ لأنَّه تتلمذ على أيدي كبار العلماء؛ مثل: الشيخ الصعيدي والدرديري وقرأ الدروس وأفاد الطلاب ونال شهرة علميَّة في علوم النقل والعقل، وكان متبحِّرًا في علوم اللغة، كما كان مولعًا بعلم الكلام والرياضيَّات، وكما ذكر أنَّ الشيخ لم يسعَ للمشيخة، وإنما هي التي سعت إليه، وأنَّه أشفق منها على نفسه، وما لبثت تُلاحقه حتى أنشبت أظافرَها فيه، وتغيَّرت حاله من فقرٍ إلى غني، ومن ضيقٍ إلى سعة، ولكنَّه بقي يُلقِي دروسَه ويُؤدِّي خدماته إلى نهاية أجله، ومعنى هذا أنَّ الشيخ كان مُنصرفًا إلى الأزهر وأهله، ومن الحظِّ أنَّه لم يَدُمْ في المشيخة طويلاً لعلَّته وسقمه.

## مؤلفاته
ترك الإمام الشنواني بعض المصنَّفات، نوجزها فيما يلي:
- حاشية علي «شرح جوهرة التوحيد»، وهي منظومةٌ في علم التوحيد للشيخ إبراهيم اللقاني وشرحها ابنه الشيخ عبد السلام في كتابه «إرشاد المريد»، وكتب عليها الشنواني حاشيته التي وصَفَها الجبرتي بأنها جليلة مشهورة بأيدي الطلبة.
- الجواهر السنية بمولد خير البرية، وهي مقتطفات جمعها من كتب مشايخه وغيرهم «علي مولد المدابغي»، وتوجد منها نسخة خطية بدار الكتب المصرية.
- حاشية الشنواني علي مختصر البخاري لابن أبي جمرة، ومنها نسخة خطية بدار الكتب المصرية.
- ثبت الشنواني وهو إجازة أجاز بها تلميذه «مصطفي بن محمد المبلط»، قال فيها عن تلميذه هذا: «لازمني مدة مديدة، وسنين عديدة، حضورًا وسماعًا حتي غزا علمه، ثم التمس منِّي الإجازة وكتابة السند، فأجبته لذلك بشرط ألا يترك الإفادة»، ومنه نسخة خطيَّة بالمكتبة «التيمورية» بدار الكتب المصرية.
- حاشية علي السمرقندية - في علوم البلاغة. حاشيته علي «العضدية» في آداب البحث.

## وفاته
بقي طول حياته سمته التواضع، وأقبلت عليه الدُّنيا فلم يهنأ بها؛ فقد اعترته الأمراض وعاودته الأسقام، فكان كلَّما اشتدَّ عليه المرض لزم بيته، وإذا ذهب عنه عاد إلى عمله وهكذا. حتى لبّى نداء ربِّه يوم الأربعاء 14 محرم سنة 1233 هـ - 1817م، وصُلِّيَ عليه في الأزهر الشريف، وحمل في جنازة مهيبة إلى قبره في ترب المجاورين.